# Trioxys rokkoensis
Trioxys rokkoensis är en stekelart som beskrevs av Hagop Haroutune Davidian 2007. Trioxys rokkoensis ingår i släktet Trioxys och familjen bracksteklar. Inga underarter finns listade i Catalogue of Life.